# 洛默湖
53°41′28.39″N 12°5′31.13″E / 53.6912194°N 12.0919806°E
洛默湖（德語：Lohmer See），是德國的湖泊，位於該國東北部，由梅克倫堡-前波美拉尼亞州負責管轄，處於羅斯托克縣，長1.1公里、寬0.7公里，面積0.55平方公里，海拔高度41米。